# Nedyus quadrimaculatus
Charançon à bandes blanches
Espèce
Nedyus quadrimaculatus, le Charançon à bandes blanches, est une espèce de coléoptères de la famille des Curculionidae appartenant au genre Nedyus.

## Description
D'une longueur de 2,2 à 3,5 millimètres, ce charançon possède trois taches blanches sur les élytres et le dessous de son corps beige.

## Répartition
On le trouve en Europe et en Asie mais il semble plus rare dans le Sud de l'Europe.

## Écologie
Les larves se nourrissent des racines d'orties, les adultes eux vivent sur les parties aériennes de ces plantes et en consomment les feuilles. L'espèce est commune.

## Classification
Le nom valide complet (avec auteur) de ce taxon est Nedyus quadrimaculatus (Linnaeus, 1758).
L'espèce a été initialement classée dans le genre Curculio sous le protonyme Curculio quadrimaculatus Linnaeus, 1758.
Nedyus quadrimaculatus a pour synonymes :
- Ceuthorrhynchus plantaris Rey, 1895
- Ceuthorrhynchus quadrimaculatus
- Ceutorhynchus gibbipennis Germar, 1823
- Ceutorhynchus rimulosus Germar, 1823
- Cidnorhinus 4-maculatus (Linnaeus)
- Cidnorhinus quadrimaculatus (Linnaeus, 1758)
- Cidnorrhinus 4-maculatus (Linnaeus)
- Cidnorrhinus quadrimaculatus (Linnaeus, 1758)
- Coeliodes 4-maculatus E.Oustalet, 1874
- Coeliodes immaculatus Gyllenhal, 1837
- Coeliodes quadrimaculatus (Linnaeus)
- Cryptorhynchus didymus (J.C.Fabricius, 1781)
- Curculio 4-maculatus C.Linnaeus, 1758
- Curculio 4-maculatus Villers & C.de, 1789
- Curculio aculeatus J.F.Gmelin, 1790
- Curculio albo-fasciatus J.A.E.Goeze, 1777
- Curculio albo-punctatus J.F.Gmelin, 1790
- Curculio albopunctatus J.A.E.Goeze, 1777
- Curculio bipunctatus J.F.Gmelin, 1790
- Curculio bipunctulatus W.Turton, 1800
- Curculio didymus J.C.Fabricius, 1781
- Curculio dydimus J.C.W.Illiger, 1805
- Curculio grus J.F.W.Herbst, 1784
- Curculio lineolaalba J.F.W.Herbst, 1784
- Curculio oleraceus J.A.Scopoli, 1763
- Curculio ovalis C.Linnaeus, 1760
- Curculio ovatus C.Linnaeus, 1758
- Curculio pultiaris Fourcroy, 1785
- Curculio pygmaeus A.G.Olivier, 1791
- Curculio pygmeus C.A.Walckenaer, 1802
- Curculio quadrimaculatus C.Linnaeus, 1758
- Curculio tripunctatus E.L.Geoffroy, 1785
- Curculio tripunctatus Fourcroy, 1785
- Curculio urticae J.A.Scopoli, 1763
- Curculio urticae T.Marsham, 1802
- Curculio urticarius Clairville & J.P.de
- Curculio viduus G.W.F.Panzer, 1796
- Falciger didymus (J.C.Fabricius, 1781)
- Nedyus urticae (Marsham, 1802)
- Rhynchaenus 4-maculatus J.C.W.Illiger, 1808
- Rhynchaenus didymus (J.C.Fabricius, 1781)
- Rhynchaenus dydimus (J.C.W.Illiger, 1805)
- Rhynchaenus quadrimaculatus (C.Linnaeus, 1758)
- Rhynchaenus tripunctatus (E.L.Geoffroy, 1785)
- Rhynchaenus urticae J.C.W.Illiger, 1805
- Rhynchaenus viduus (G.W.F.Panzer, 1796)